# Tilémajos Karákalos
Tilémajos Karákalos –en griego, Τηλέμαχος Καράκαλος– (1866-1951) fue un deportista griego que compitió en esgrima, especialista en la modalidad de sable. Participó en los Juegos Olímpicos de Atenas 1896, obteniendo una medalla de plata en la prueba individual.

## Palmarés internacional
| Juegos Olímpicos | Juegos Olímpicos | Juegos Olímpicos | Juegos Olímpicos |
| Año              | Lugar            | Medalla          | Prueba           |
| ---------------- | ---------------- | ---------------- | ---------------- |
| 1896             | Atenas (Grecia)  | Medalla de plata | Sable individual |